# Břežany (district de Znojmo)
Pour les articles homonymes, voir Břežany.
Břežany (jusqu'en 1949 : Fryšava ; en allemand : Frischau) est une commune du district de Znojmo, dans la région de Moravie-du-Sud, en République tchèque. Sa population s'élevait à 818 habitants en 2020.

## Géographie
Břežany se trouve à 7 km au nord-ouest de Hrušovany nad Jevišovkou, à 22 km à l'est de Znojmo, à 42 km au sud-ouest de Brno et à 193 km au sud-est de Prague.
La commune est limitée par Dolenice et Damnice au nord, par Litobratřice et Hrušovany nad Jevišovkou à l'est, par Pravice au sud, et par Božice, Čejkovice et Mackovice à l'ouest.

## Histoire
La première mention écrite de la localité date de 1222.